# ورزشگاه اشتون گیت
ورزشگاه اشتون گیت (انگلیسی: Ashton Gate Stadium) یک ورزشگاه فوتبال در شهر بریستول، انگلستان است.
این ورزشگاه که در سال ۱۸۸۷ میلادی تاسیس شده دارای  ۲۷٬۰۰۰ نفر ظرفیت است و ورزشگاه خانگی باشگاه فوتبال بریستول سیتی محسوب میشود.

## نگارخانه

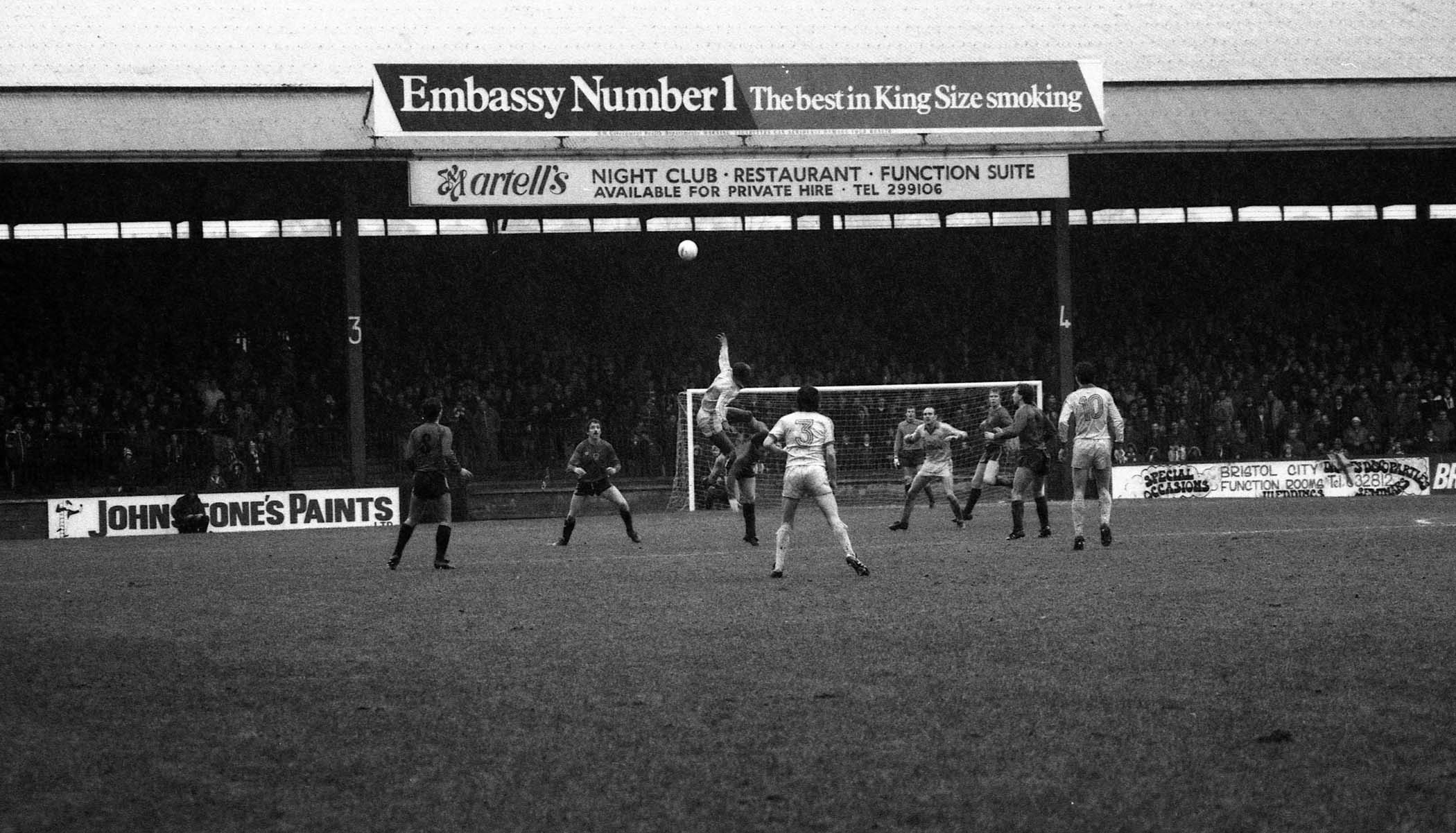
۱۹۸۲
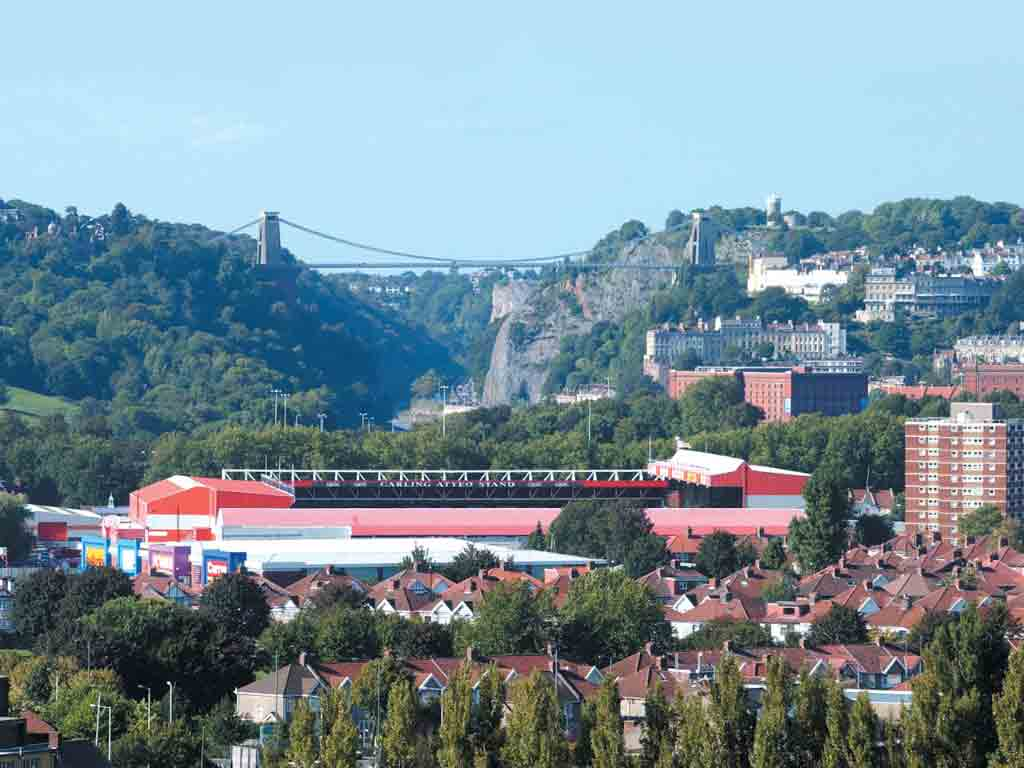
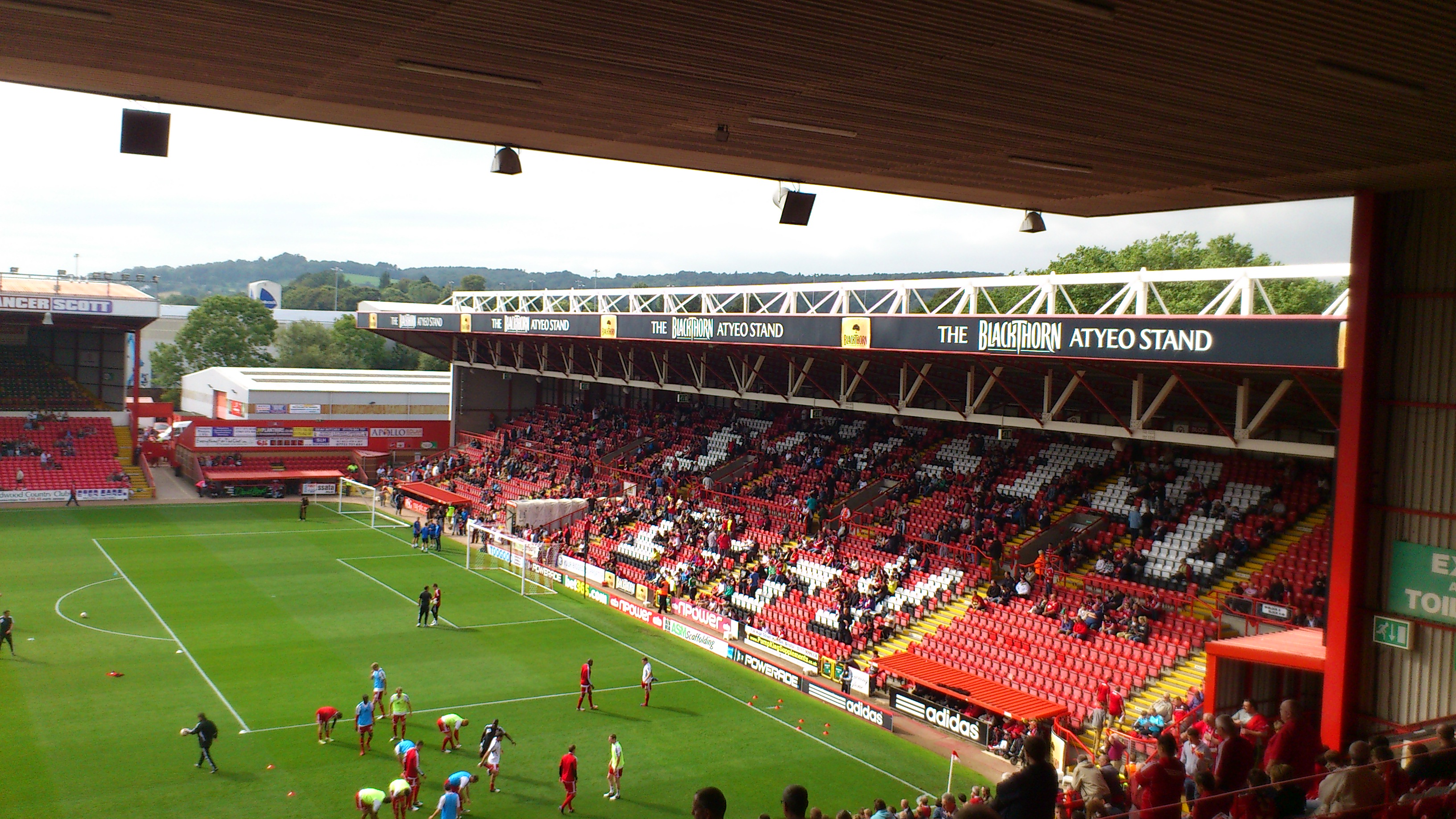
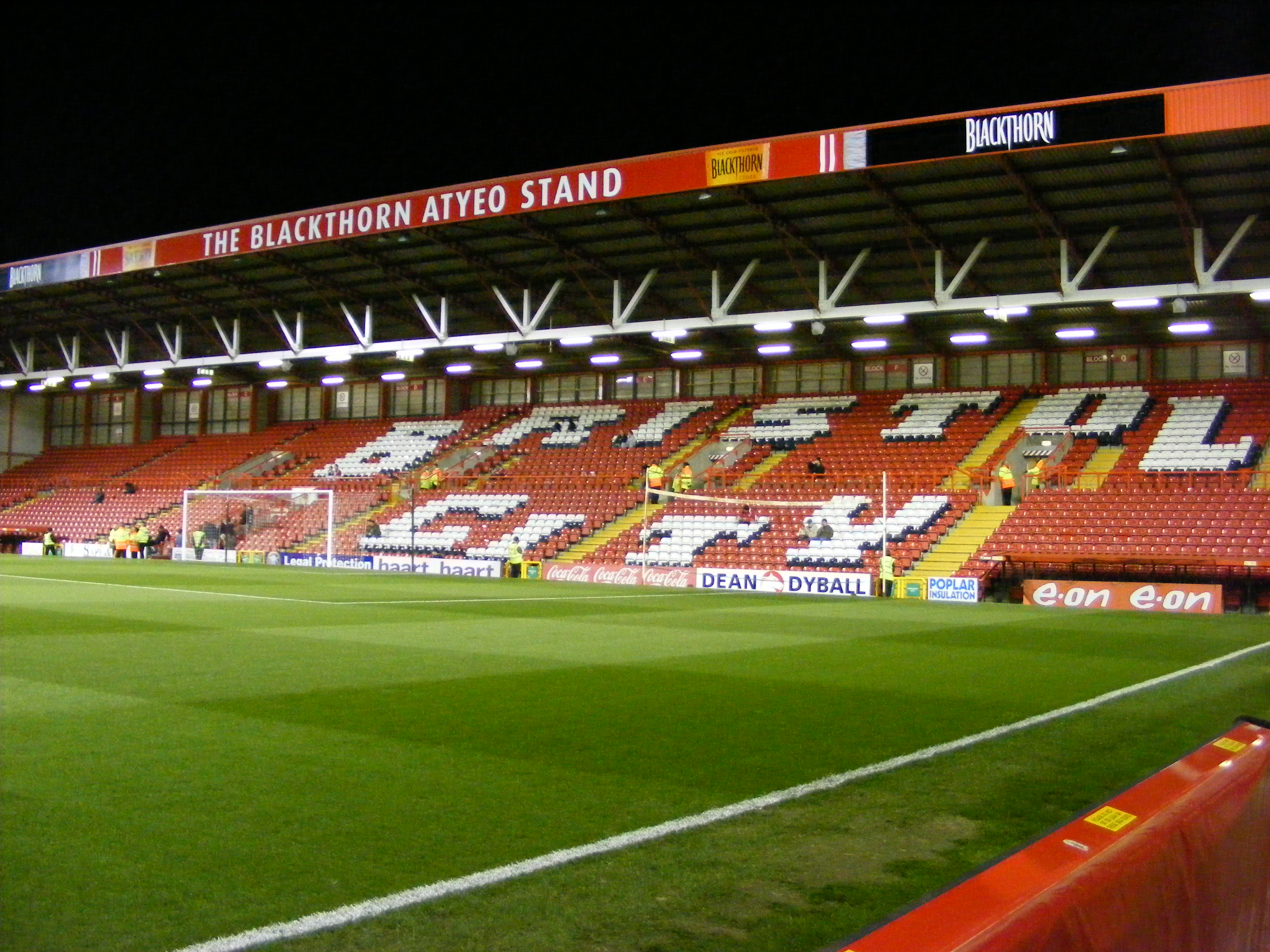